# Robert Belloni
Pour les articles homonymes, voir Belloni.
Robert Belloni est un footballeur français né le 27 décembre 1940 à Berre-l'Étang, et mort le 28 février 2015 à Hyères. 
Il évolua au poste de gardien de but et joua la plus grande partie de sa carrière à l'Union montilienne sportive.

## Biographie
Lors de son passage à l'Olympique de Marseille en 1964-1965, le club, alors en deuxième division, se bat pour remonter au plus haut niveau,.
À l'issue de la saison, Robert Belloni rejoint l'Union montilienne sportive à Montélimar qui évolue alors en Championnat de France amateur, mené par Edmond Boulle et Claude Abbes. Jusqu'en 1970, les deux divisions professionnelles restent fermées aux clubs amateurs, et malgré des bons résultats en championnat (deuxième de son groupe en 1968, vainqueur en 1969), le club reste en CFA. Il faut attendre la fin de saison 1969-1970, pour que le club, à nouveau vainqueur du groupe Sud-Est (et par ailleurs finaliste du tournoi de fin de saison pour désigner le vainqueur national) soit promu en deuxième division où il se maintient jusqu'en 1973.
À l'issue de sa carrière de joueur, qu'il termine au FC Grenoble, il reste dans la région grenobloise pour y exercer les activités d'entraîneurs et d'éducateurs dans divers clubs. Il est entraîneur de l'équipe première du FCAS Grenoble de 1977 à 1978, à qui il permet de monter en deuxième division, puis du FC Jojo en 1985-1986,. Il est également passé par l'AC Seyssinet.
Il décède le 28 février 2015 des suites d'une maladie.

## Palmarès
- Avec l'Union montilienne sportive
  - Deuxième du groupe Sud-Est du championnat de France amateur en 1968
  - Vainqueur du groupe Sud-Est du championnat de France amateur en 1969 et 1970
  - Vice-champion de France amateur en 1970